# Comuni di confine dell'Italia
Questo è l'elenco dei 188 comuni italiani di confine.

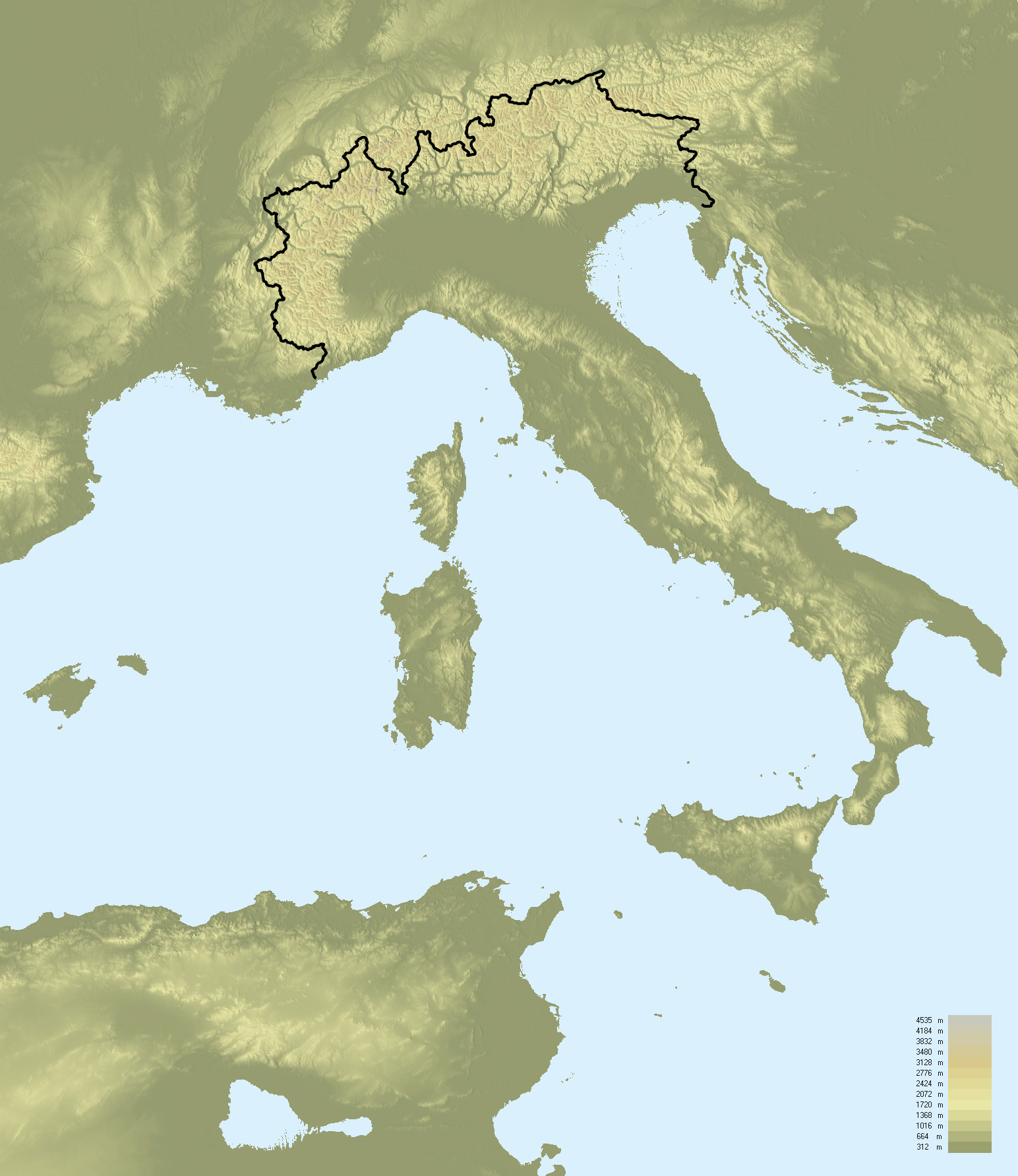
Mappa dell'Italia in cui sono evidenziati i confini situati lungo le Alpi

In grassetto sono evidenziati i capoluoghi di provincia.

## Francia (39 comuni)
I comuni sono elencati da sud a nord.
| Comune               | Regione           | Provincia         | Confinante con                                                                             |
| -------------------- | ----------------- | ----------------- | ------------------------------------------------------------------------------------------ |
| Ventimiglia          | Liguria (7)       | Imperia (7)       | Mentone, Castellaro                                                                        |
| Olivetta San Michele | Liguria (7)       | Imperia (7)       | Castellaro, Breglio                                                                        |
| Airole               | Liguria (7)       | Imperia (7)       | Breglio                                                                                    |
| Dolceacqua           | Liguria (7)       | Imperia (7)       | Breglio                                                                                    |
| Rocchetta Nervina    | Liguria (7)       | Imperia (7)       | Breglio, Saorgio                                                                           |
| Pigna                | Liguria (7)       | Imperia (7)       | Saorgio                                                                                    |
| Triora               | Liguria (7)       | Imperia (7)       | Saorgio, Briga Marittima                                                                   |
| Briga Alta           | Piemonte (28)     | Cuneo (12)        | Briga Marittima, Tenda                                                                     |
| Chiusa di Pesio      | Piemonte (28)     | Cuneo (12)        | Briga Marittima                                                                            |
| Limone Piemonte      | Piemonte (28)     | Cuneo (12)        | Briga Marittima, Tenda                                                                     |
| Entracque            | Piemonte (28)     | Cuneo (12)        | Briga Marittima, Belvédère, Saint-Martin-Vésubie                                           |
| Valdieri             | Piemonte (28)     | Cuneo (12)        | Saint-Martin-Vésubie, Valdiblora, Isola                                                    |
| Vinadio              | Piemonte (28)     | Cuneo (12)        | Isola, Saint-Étienne-de-Tinée                                                              |
| Pietraporzio         | Piemonte (28)     | Cuneo (12)        | Saint-Étienne-de-Tinée                                                                     |
| Argentera            | Piemonte (28)     | Cuneo (12)        | Saint-Étienne-de-Tinée, Larche                                                             |
| Acceglio             | Piemonte (28)     | Cuneo (12)        | Larche, Meyronnes, Saint-Paul-sur-Ubaye                                                    |
| Bellino              | Piemonte (28)     | Cuneo (12)        | Saint-Paul-sur-Ubaye                                                                       |
| Pontechianale        | Piemonte (28)     | Cuneo (12)        | Saint-Paul-sur-Ubaye, Saint-Véran, Molines-en-Queyras, Ristolas                            |
| Crissolo             | Piemonte (28)     | Cuneo (12)        | Ristolas                                                                                   |
| Bobbio Pellice       | Piemonte (28)     | Torino (16)       | Ristolas, Abriès                                                                           |
| Prali                | Piemonte (28)     | Torino (16)       | Abriès                                                                                     |
| Sauze di Cesana      | Piemonte (28)     | Torino (16)       | Abriès                                                                                     |
| Cesana Torinese      | Piemonte (28)     | Torino (16)       | Abriès, Cervières, Montgenèvre, Névache                                                    |
| Claviere             | Piemonte (28)     | Torino (16)       | Monginevro                                                                                 |
| Oulx                 | Piemonte (28)     | Torino (16)       | Névache                                                                                    |
| Bardonecchia         | Piemonte (28)     | Torino (16)       | Névache, Modane, Avrieux, Bramans                                                          |
| Exilles              | Piemonte (28)     | Torino (16)       | Bramans                                                                                    |
| Giaglione            | Piemonte (28)     | Torino (16)       | Bramans                                                                                    |
| Venaus               | Piemonte (28)     | Torino (16)       | Bramans, Lanslebourg-Mont-Cenis                                                            |
| Moncenisio           | Piemonte (28)     | Torino (16)       | Lanslebourg-Mont-Cenis                                                                     |
| Novalesa             | Piemonte (28)     | Torino (16)       | Lanslebourg-Mont-Cenis, Bessans                                                            |
| Usseglio             | Piemonte (28)     | Torino (16)       | Bessans                                                                                    |
| Balme                | Piemonte (28)     | Torino (16)       | Bessans, Bonneval-sur-Arc                                                                  |
| Groscavallo          | Piemonte (28)     | Torino (16)       | Bonneval-sur-Arc                                                                           |
| Ceresole Reale       | Piemonte (28)     | Torino (16)       | Bonneval-sur-Arc, Val-d'Isère                                                              |
| Rhêmes-Notre-Dame    | Valle d'Aosta (4) | Valle d'Aosta (4) | Val-d'Isère, Tignes                                                                        |
| Valgrisenche         | Valle d'Aosta (4) | Valle d'Aosta (4) | Tignes, Sainte-Foy-Tarentaise                                                              |
| La Thuile            | Valle d'Aosta (4) | Valle d'Aosta (4) | Sainte-Foy-Tarentaise, Montvalezan, Séez, Bourg-Saint-Maurice                              |
| Courmayeur           | Valle d'Aosta (4) | Valle d'Aosta (4) | Bourg-Saint-Maurice, Les Contamines-Montjoie, Saint-Gervais-les-Bains, Chamonix-Mont-Blanc |

## Svizzera (92 comuni)
I comuni sono elencati da ovest a est.
| Comune                       | Regione                 | Provincia                 | Confinante con                                     |
| ---------------------------- | ----------------------- | ------------------------- | -------------------------------------------------- |
| Courmayeur                   | Valle d'Aosta (9)       | Valle d'Aosta (9)         | Orsières                                           |
| Saint-Rhémy-en-Bosses        | Valle d'Aosta (9)       | Valle d'Aosta (9)         | Orsières, Bourg-Saint-Pierre                       |
| Saint-Oyen                   | Valle d'Aosta (9)       | Valle d'Aosta (9)         | Bourg-Saint-Pierre                                 |
| Étroubles                    | Valle d'Aosta (9)       | Valle d'Aosta (9)         | Bourg-Saint-Pierre                                 |
| Ollomont                     | Valle d'Aosta (9)       | Valle d'Aosta (9)         | Bourg-Saint-Pierre, Bagnes                         |
| Bionaz                       | Valle d'Aosta (9)       | Valle d'Aosta (9)         | Bagnes, Evolène, Zermatt                           |
| Valtournenche                | Valle d'Aosta (9)       | Valle d'Aosta (9)         | Zermatt                                            |
| Ayas                         | Valle d'Aosta (9)       | Valle d'Aosta (9)         | Zermatt                                            |
| Gressoney-La-Trinité         | Valle d'Aosta (9)       | Valle d'Aosta (9)         | Zermatt                                            |
| Alagna Valsesia              | Piemonte (16)           | Vercelli (1)              | Zermatt                                            |
| Macugnaga                    | Piemonte (16)           | Verbano-Cusio-Ossola (15) | Zermatt, Saas-Almagell                             |
| Ceppo Morelli                | Piemonte (16)           | Verbano-Cusio-Ossola (15) | Saas-Almagell                                      |
| Antrona Schieranco           | Piemonte (16)           | Verbano-Cusio-Ossola (15) | Saas-Almagell, Zwischbergen                        |
| Bognanco                     | Piemonte (16)           | Verbano-Cusio-Ossola (15) | Zwischbergen                                       |
| Trasquera                    | Piemonte (16)           | Verbano-Cusio-Ossola (15) | Zwischbergen                                       |
| Varzo                        | Piemonte (16)           | Verbano-Cusio-Ossola (15) | Zwischbergen, Ried-Briga, Grengiols                |
| Baceno                       | Piemonte (16)           | Verbano-Cusio-Ossola (15) | Grengiols, Binn                                    |
| Formazza                     | Piemonte (16)           | Verbano-Cusio-Ossola (15) | Binn, Goms, Obergoms, Bedretto, Cevio, Bosco Gurin |
| Premia                       | Piemonte (16)           | Verbano-Cusio-Ossola (15) | Bosco Gurin, Campo                                 |
| Montecrestese                | Piemonte (16)           | Verbano-Cusio-Ossola (15) | Campo                                              |
| Santa Maria Maggiore         | Piemonte (16)           | Verbano-Cusio-Ossola (15) | Campo, Onsernone                                   |
| Craveggia                    | Piemonte (16)           | Verbano-Cusio-Ossola (15) | Onsernone                                          |
| Re                           | Piemonte (16)           | Verbano-Cusio-Ossola (15) | Onsernone, Centovalli                              |
| Valle Cannobina              | Piemonte (16)           | Verbano-Cusio-Ossola (15) | Centovalli, Brissago                               |
| Cannobio                     | Piemonte (16)           | Verbano-Cusio-Ossola (15) | Centovalli, Brissago                               |
| Tronzano Lago Maggiore       | Lombardia (58)          | Varese (15)               | Brissago                                           |
| Maccagno con Pino e Veddasca | Lombardia (58)          | Varese (15)               | Brissago, Gambarogno, Ronco sopra Ascona           |
| Curiglia con Monteviasco     | Lombardia (58)          | Varese (15)               | Gambarogno, Alto Malcantone, Miglieglia            |
| Dumenza                      | Lombardia (58)          | Varese (15)               | Miglieglia, Novaggio, Astano, Sessa, Monteggio     |
| Luino                        | Lombardia (58)          | Varese (15)               | Monteggio                                          |
| Cremenaga                    | Lombardia (58)          | Varese (15)               | Monteggio                                          |
| Cadegliano Viconago          | Lombardia (58)          | Varese (15)               | Monteggio, Croglio                                 |
| Lavena Ponte Tresa           | Lombardia (58)          | Varese (15)               | Croglio, Ponte Tresa, Caslano                      |
| Brusimpiano                  | Lombardia (58)          | Varese (15)               | Caslano, Lugano, Morcote                           |
| Porto Ceresio                | Lombardia (58)          | Varese (15)               | Morcote, Brusino Arsizio, Mendrisio                |
| Besano                       | Lombardia (58)          | Varese (15)               | Mendrisio                                          |
| Viggiù                       | Lombardia (58)          | Varese (15)               | Mendrisio                                          |
| Saltrio                      | Lombardia (58)          | Varese (15)               | Mendrisio                                          |
| Clivio                       | Lombardia (58)          | Varese (15)               | Mendrisio, Stabio                                  |
| Cantello                     | Lombardia (58)          | Varese (15)               | Stabio                                             |
| Rodero                       | Lombardia (58)          | Como (21)                 | Stabio                                             |
| Bizzarone                    | Lombardia (58)          | Como (21)                 | Stabio, Mendrisio, Novazzano                       |
| Uggiate con Ronago           | Lombardia (58)          | Como (21)                 | Novazzano, Chiasso                                 |
| Colverde                     | Lombardia (58)          | Como (21)                 | Chiasso                                            |
| Cavallasca                   | Lombardia (58)          | Como (21)                 | Chiasso                                            |
| Como                         | Lombardia (58)          | Como (21)                 | Chiasso, Vacallo                                   |
| Maslianico                   | Lombardia (58)          | Como (21)                 | Vacallo                                            |
| Cernobbio                    | Lombardia (58)          | Como (21)                 | Vacallo, Breggia                                   |
| Moltrasio                    | Lombardia (58)          | Como (21)                 | Breggia                                            |
| Schignano                    | Lombardia (58)          | Como (21)                 | Breggia                                            |
| Centro Valle Intelvi         | Lombardia (58)          | Como (21)                 | Breggia, Castel San Pietro, Val Mara               |
| Cerano d'Intelvi             | Lombardia (58)          | Como (21)                 | Breggia                                            |
| Alta Valle Intelvi           | Lombardia (58)          | Como (21)                 | Val Mara, Arogno, Lugano                           |
| Campione d'Italia (exclave)  | Lombardia (58)          | Como (21)                 | Melide, Lugano, Paradiso, Arogno, Bissone          |
| Valsolda                     | Lombardia (58)          | Como (21)                 | Lugano                                             |
| Val Rezzo                    | Lombardia (58)          | Como (21)                 | Lugano                                             |
| Cavargna                     | Lombardia (58)          | Como (21)                 | Lugano, Ponte Capriasca, Bellinzona                |
| San Nazzaro Val Cavargna     | Lombardia (58)          | Como (21)                 | Bellinzona                                         |
| Gravedona ed Uniti           | Lombardia (58)          | Como (21)                 | Bellinzona, Roveredo, San Vittore                  |
| Dosso del Liro               | Lombardia (58)          | Como (21)                 | Roveredo, Grono, Cama                              |
| Livo                         | Lombardia (58)          | Como (21)                 | Cama                                               |
| Gordona                      | Lombardia (58)          | Sondrio (22)              | Cama, Grono, Lostallo                              |
| Menarola                     | Lombardia (58)          | Sondrio (22)              | Lostallo, Soazza                                   |
| San Giacomo Filippo          | Lombardia (58)          | Sondrio (22)              | Soazza, Mesocco                                    |
| Campodolcino                 | Lombardia (58)          | Sondrio (22)              | Mesocco                                            |
| Madesimo                     | Lombardia (58)          | Sondrio (22)              | Mesocco, Splügen, Sufers, Ferrera                  |
| Piuro                        | Lombardia (58)          | Sondrio (22)              | Ferrera, Avers, Bregaglia                          |
| Villa di Chiavenna           | Lombardia (58)          | Sondrio (22)              | Bregaglia                                          |
| Novate Mezzola               | Lombardia (58)          | Sondrio (22)              | Bregaglia                                          |
| Val Masino                   | Lombardia (58)          | Sondrio (22)              | Bregaglia                                          |
| Chiesa in Valmalenco         | Lombardia (58)          | Sondrio (22)              | Bregaglia, Sils im Engadin                         |
| Lanzada                      | Lombardia (58)          | Sondrio (22)              | Sils im Engadin, Samedan, Pontresina, Poschiavo    |
| Chiuro                       | Lombardia (58)          | Sondrio (22)              | Poschiavo, Brusio                                  |
| Teglio                       | Lombardia (58)          | Sondrio (22)              | Brusio                                             |
| Bianzone                     | Lombardia (58)          | Sondrio (22)              | Brusio                                             |
| Villa di Tirano              | Lombardia (58)          | Sondrio (22)              | Brusio                                             |
| Tirano                       | Lombardia (58)          | Sondrio (22)              | Brusio                                             |
| Vervio                       | Lombardia (58)          | Sondrio (22)              | Brusio                                             |
| Grosotto                     | Lombardia (58)          | Sondrio (22)              | Brusio, Poschiavo                                  |
| Grosio                       | Lombardia (58)          | Sondrio (22)              | Poschiavo                                          |
| Valdidentro                  | Lombardia (58)          | Sondrio (22)              | Poschiavo, Zernez, Val Müstair                     |
| Livigno                      | Lombardia (58)          | Sondrio (22)              | Poschiavo, Pontresina, Zuoz, S-chanf, Zernez       |
| Bormio                       | Lombardia (58)          | Sondrio (22)              | Val Müstair                                        |
| Stelvio                      | Trentino-Alto Adige (5) | Bolzano (5)               | Val Müstair                                        |
| Prato allo Stelvio           | Trentino-Alto Adige (5) | Bolzano (5)               | Val Müstair                                        |
| Tubre                        | Trentino-Alto Adige (5) | Bolzano (5)               | Val Müstair, Scuol                                 |
| Malles Venosta               | Trentino-Alto Adige (5) | Bolzano (5)               | Scuol                                              |
| Curon Venosta                | Trentino-Alto Adige (5) | Bolzano (5)               | Scuol, Valsot                                      |

## Austria (27 comuni)
I comuni sono elencati da ovest a est.
| Comune                  | Regione                   | Provincia    | Confinante con                                                                      |
| ----------------------- | ------------------------- | ------------ | ----------------------------------------------------------------------------------- |
| Curon Venosta           | Trentino-Alto Adige (16)  | Bolzano (16) | Nauders, Pfunds, Kaunertal, Sölden                                                  |
| Malles Venosta          | Trentino-Alto Adige (16)  | Bolzano (16) | Sölden                                                                              |
| Senales                 | Trentino-Alto Adige (16)  | Bolzano (16) | Sölden                                                                              |
| Moso in Passiria        | Trentino-Alto Adige (16)  | Bolzano (16) | Sölden                                                                              |
| Racines                 | Trentino-Alto Adige (16)  | Bolzano (16) | Sölden, Neustift im Stubaital                                                       |
| Brennero                | Trentino-Alto Adige (16)  | Bolzano (16) | Neustift im Stubaital, Obernberg am Brenner, Gries am Brenner, Gschnitz             |
| Val di Vizze            | Trentino-Alto Adige (16)  | Bolzano (16) | Gries am Brenner, Vals, Finkenberg                                                  |
| Selva dei Molini        | Trentino-Alto Adige (16)  | Bolzano (16) | Finkenberg                                                                          |
| Valle Aurina            | Trentino-Alto Adige (16)  | Bolzano (16) | Finkenberg, Mayrhofen, Brandberg                                                    |
| Predoi                  | Trentino-Alto Adige (16)  | Bolzano (16) | Brandberg, Krimml, Prägraten am Großvenediger, Sankt Jakob in Defereggen            |
| Campo Tures             | Trentino-Alto Adige (16)  | Bolzano (16) | Sankt Jakob in Defereggen                                                           |
| Rasun Anterselva        | Trentino-Alto Adige (16)  | Bolzano (16) | Sankt Jakob in Defereggen                                                           |
| Valle di Casies         | Trentino-Alto Adige (16)  | Bolzano (16) | Sankt Jakob in Defereggen, Innervillgraten                                          |
| Dobbiaco                | Trentino-Alto Adige (16)  | Bolzano (16) | Innervillgraten                                                                     |
| San Candido             | Trentino-Alto Adige (16)  | Bolzano (16) | Innervillgraten, Sillian                                                            |
| Sesto                   | Trentino-Alto Adige (16)  | Bolzano (16) | Sillian, Kartitsch                                                                  |
| Comelico Superiore      | Veneto (4)                | Belluno (4)  | Kartitsch                                                                           |
| San Nicolò di Comelico  | Veneto (4)                | Belluno (4)  | Kartitsch, Obertilliach                                                             |
| San Pietro di Cadore    | Veneto (4)                | Belluno (4)  | Obertilliach, Untertilliach                                                         |
| Santo Stefano di Cadore | Veneto (4)                | Belluno (4)  | Untertilliach, Lesachtal                                                            |
| Forni Avoltri           | Friuli-Venezia Giulia (7) | Udine (7)    | Lesachtal                                                                           |
| Paluzza                 | Friuli-Venezia Giulia (7) | Udine (7)    | Lesachtal, Kötschach-Mauthen                                                        |
| Paularo                 | Friuli-Venezia Giulia (7) | Udine (7)    | Kötschach-Mauthen, Dellach, Kirchbach, Hermagor-Pressegger See                      |
| Moggio Udinese          | Friuli-Venezia Giulia (7) | Udine (7)    | Hermagor-Pressegger See                                                             |
| Pontebba                | Friuli-Venezia Giulia (7) | Udine (7)    | Hermagor-Pressegger See                                                             |
| Malborghetto Valbruna   | Friuli-Venezia Giulia (7) | Udine (7)    | Hermagor-Pressegger See, Sankt Stefan im Gailtal, Feistritz an der Gail, Hohenthurn |
| Tarvisio                | Friuli-Venezia Giulia (7) | Udine (7)    | Hohenthurn, Arnoldstein                                                             |

## Slovenia (25 comuni)
I comuni sono elencati da nord a sud.
| Comune                  | Regione                    | Provincia   | Confinante con                           |
| ----------------------- | -------------------------- | ----------- | ---------------------------------------- |
| Tarvisio                | Friuli-Venezia Giulia (25) | Udine (13)  | Kranjska Gora, Plezzo                    |
| Chiusaforte             | Friuli-Venezia Giulia (25) | Udine (13)  | Plezzo                                   |
| Resia                   | Friuli-Venezia Giulia (25) | Udine (13)  | Plezzo, Caporetto                        |
| Lusevera                | Friuli-Venezia Giulia (25) | Udine (13)  | Caporetto                                |
| Taipana                 | Friuli-Venezia Giulia (25) | Udine (13)  | Caporetto                                |
| Faedis                  | Friuli-Venezia Giulia (25) | Udine (13)  | Caporetto                                |
| Torreano                | Friuli-Venezia Giulia (25) | Udine (13)  | Caporetto                                |
| Pulfero                 | Friuli-Venezia Giulia (25) | Udine (13)  | Caporetto                                |
| Savogna                 | Friuli-Venezia Giulia (25) | Udine (13)  | Caporetto                                |
| Grimacco                | Friuli-Venezia Giulia (25) | Udine (13)  | Caporetto, Canale d'Isonzo,              |
| Drenchia                | Friuli-Venezia Giulia (25) | Udine (13)  | Caporetto, Tolmino, Canale d'Isonzo      |
| Stregna                 | Friuli-Venezia Giulia (25) | Udine (13)  | Canale d'Isonzo                          |
| Prepotto                | Friuli-Venezia Giulia (25) | Udine (13)  | Canale d'Isonzo, Collio                  |
| Dolegna del Collio      | Friuli-Venezia Giulia (25) | Gorizia (6) | Collio                                   |
| Cormons                 | Friuli-Venezia Giulia (25) | Gorizia (6) | Collio                                   |
| San Floriano del Collio | Friuli-Venezia Giulia (25) | Gorizia (6) | Collio                                   |
| Gorizia                 | Friuli-Venezia Giulia (25) | Gorizia (6) | Collio, San Pietro-Vertoiba, Nova Gorica |
| Savogna d'Isonzo        | Friuli-Venezia Giulia (25) | Gorizia (6) | Nova Gorica, Merna-Castagnevizza         |
| Doberdò del Lago        | Friuli-Venezia Giulia (25) | Gorizia (6) | Merna-Castagnevizza, Comeno              |
| Duino-Aurisina          | Friuli-Venezia Giulia (25) | Trieste (6) | Comeno, Sesana                           |
| Sgonico                 | Friuli-Venezia Giulia (25) | Trieste (6) | Sesana                                   |
| Monrupino               | Friuli-Venezia Giulia (25) | Trieste (6) | Sesana                                   |
| Trieste                 | Friuli-Venezia Giulia (25) | Trieste (6) | Sesana, Erpelle-Cosina                   |
| San Dorligo della Valle | Friuli-Venezia Giulia (25) | Trieste (6) | Sesana, Erpelle-Cosina, Capodistria      |
| Muggia                  | Friuli-Venezia Giulia (25) | Trieste (6) | Ancarano, Capodistria                    |

## San Marino (7 comuni)
Si tratta di un microstato enclave sovrana. San Leo e Sassofeltrio rientravano nella regione Marche, rispettivamente fino al 2009 e 2021. I comuni sono elencati in senso orario da ovest.
| Comune                   | Regione            | Provincia           | Confinante con                                     |
| ------------------------ | ------------------ | ------------------- | -------------------------------------------------- |
| San Leo                  | Emilia-Romagna (6) | Rimini (6)          | Chiesanuova, Città di San Marino, Acquaviva        |
| Verucchio                | Emilia-Romagna (6) | Rimini (6)          | Chiesanuova, Acquaviva, Borgo Maggiore, Serravalle |
| Rimini                   | Emilia-Romagna (6) | Rimini (6)          | Serravalle                                         |
| Coriano                  | Emilia-Romagna (6) | Rimini (6)          | Serravalle, Domagnano, Faetano                     |
| Montescudo-Monte Colombo | Emilia-Romagna (6) | Rimini (6)          | Faetano                                            |
| Sassofeltrio             | Emilia-Romagna (6) | Rimini (6)          | Faetano, Montegiardino, Fiorentino, Chiesanuova    |
| Monte Grimano Terme      | Marche (1)         | Pesaro e Urbino (1) | Montegiardino, Fiorentino                          |

## Città del Vaticano (1 comune)
Si tratta di un microstato enclave sovrana.
| Comune | Regione   | Provincia |
| ------ | --------- | --------- |
| Roma   | Lazio (1) | Roma (1)  |

## Comuni confinanti con la Jugoslavia dal 1924 al 1941
| Comune               | Regione             | Provincia   | Confinante con                                       |
| -------------------- | ------------------- | ----------- | ---------------------------------------------------- |
| Tarvisio             | Venezia Euganea (1) | Udine (1)   | Kranjska Gora                                        |
| Sonzia               | Venezia Giulia (15) | Gorizia (5) | Bohinj, Kranjska Gora                                |
| Caporetto            | Venezia Giulia (15) | Gorizia (5) | Bohinj                                               |
| Gracova Serravalle   | Venezia Giulia (15) | Gorizia (5) | Bohinj, Železniki                                    |
| Circhina             | Venezia Giulia (15) | Gorizia (5) | Gorenja vas-Poljane, Škofja Loka, Železniki          |
| Idria                | Venezia Giulia (15) | Gorizia (5) | Gorenja vas-Poljane, Longatico, Železniki            |
| Postumia             | Venezia Giulia (15) | Trieste (2) | Circonio, Longatico                                  |
| San Pietro del Carso | Venezia Giulia (15) | Trieste (2) | Circonio, Loška Dolina                               |
| Fontana del Conte    | Venezia Giulia (15) | Fiume (7)   | Čabar, Loška Dolina                                  |
| Villa del Nevoso     | Venezia Giulia (15) | Fiume (7)   | Čabar, Loška Dolina                                  |
| Castel Iablanizza    | Venezia Giulia (15) | Fiume (7)   | Čabar                                                |
| Elsane               | Venezia Giulia (15) | Fiume (7)   | Čabar                                                |
| Clana                | Venezia Giulia (15) | Fiume (7)   | Čabar, Gellegne, Castua, Viškovo                     |
| Mattuglie            | Venezia Giulia (15) | Fiume (7)   | Castua                                               |
| Fiume                | Venezia Giulia (15) | Fiume (7)   | Zaule di Liburnia, Gellegne, Castua, Sussak, Viškovo |
| Zara                 | Venezia Giulia (15) | Zara (1)    | Bibigne, Nona, Poličnik, Zemonico Inferiore          |

## Notizie dettagli
- I comuni che confinano con due diversi Stati sono quattro: Courmayeur (AO), con Francia e Svizzera; Curon Venosta e Malles Venosta (BZ), con Svizzera e Austria; Tarvisio (UD), con Austria e Slovenia. Fra questi i comuni Courmayeur, Curon Venosta e Tarvisio giungono al punto di triplice frontiera, posti rispettivamente sul Monte Dolent, vicino Piz Lat e sul Monte Forno.
- Un comune, Campione d'Italia (CO), è un'exclave in territorio svizzero, per cui non confina con nessun altro comune italiano.
- Trieste e Roma sono gli unici comuni capoluogo di regione confinanti con l'estero. Gli altri comuni capoluogo di provincia confinanti con l'estero  sono Como, Gorizia e Rimini.
- Ventimiglia (IM) e Muggia (TS) sono gli unici due comuni italiani confinanti con l'estero sul mare. Anche i comuni di Duino-Aurisina, Trieste, Rimini e Roma, fra i comuni confinanti con l'estero, hanno sbocco al mare, ma non in corrispondenza della frontiera.
- I comuni di Tronzano Lago Maggiore e Brusimpiano (VA) confinano con uno Stato estero (la Svizzera) senza avere una frontiera terrestre, ma esclusivamente per via lacustre (rispettivamente all'interno del Lago Maggiore e del Lago di Lugano)
- Il comune di Formazza (VB) confina col maggior numero di comuni esteri (svizzeri), ossia 6 (Formazza confina coi comuni di Bedretto, Binn, Bosco Gurin, Cevio, Goms e Obergoms). Curon Venosta confina con 6 comuni di cui 2 della Svizzera (Scuol e Valsot) e 4 dell'Austria (Nauders, Pfunds, Kaunertal e Sölden). Viceversa, il comune sloveno di Caporetto confina col massimo numero di comuni italiani, ossia 9 (Resia, Lusevera, Taipana, Faedis, Torreano, Pulfero, Savogna, Grimacco e Drenchia)
- Tutti i 6 comuni della provincia di Trieste confinano con l'estero, per la precisione con la Slovenia.
- 2 comuni (Sassofeltrio e Verucchio) dei 7 confinanti con San Marino confinano da soli con la totalità dei castelli di San Marino, entrambi presentano un'exclave e confinano col castello di Chiesanuova.
- Roma è l'unica città al mondo che comprende due Stati all'interno dei propri confini.